# Paschiodes scoparialis
Paschiodes scoparialis là một loài bướm đêm trong họ Crambidae.